# Олівер Карузо
Олівер Карузо (нім. Oliver Caruso, 20 лютого 1974) — німецький важкоатлет.
Бронзовий призер Олімпійських Ігор 1996 року в категорії 91 кг, учасник 1992 року.
Срібний призер Чемпіонату світу 1998 року в категорії до 94 кг, бронзовий призер 2002 року в категорії до 94 кг.